# Christian Friedrich Petzold
Christian Friedrich Petzold (auch: Pezold; *  29. Juli 1743 in Wiedemar; † 29. Dezember 1788 in Leipzig) war ein deutscher Logiker und evangelischer Theologe.

## Leben
Petzold besuchte das Gymnasium in Delitzsch und die Landesschule Pforta. Dann nahm er ein Studium an der Universität Leipzig auf, wo er 1767 den akademischen Grad eines Magisters der philosophischen Wissenschaften erwarb. Im selben Jahr wurde er Vesperprediger an der Universitätskirche. 1771 wurde er Baccalaureus der Theologie und Frühprediger an der Universitätskirche. In der Folge hielt er Vorlesungen zu philosophischen und theologischen Themen und machte sich als Schriftsteller einen Namen.
1774 wurde er außerordentlicher Professor der Philosophie und 1782 ordentlicher Professor der Logik. 1787 promovierte er zum Doktor der Theologie. Er beteiligte sich auch an den organisatorischen Aufgaben der Leipziger Hochschule und war im Wintersemester 1787 Rektor der Alma Mater.

## Werke
- Hrn.D Christian August Crusii - Gründliche Belehrung vom Aberglauben, zur Aufklärung, des Unterschiedes zwischen Religion und Aberglauben; aus dem Lateinischen (4 Dissertationen) übersetzt. Leipzig 1767
- Diss. de lege divina, quae veritatem in loquendo hominibus imperat, iusto neque rigidius neque laxius interpretanda. Leipzig 1769
- Commentatio de sublimitate Pauli in prioribus capp. epistolae ad Ephesios. Leipzig 1771
- Crusii Beytrag zum richtigen Verstand. der heil. Schrift, insonderheit des prophetischen Theils des göttlichen Worts. 1. Teil, welcher die erste Hälfte der allgemeinen Abteilung als ein Handbuch zur ganzen Bibel enthält; aus dem Lateinischen übersetzt, Leipzig 1772
- Progr. Psychotheologiae specimina. Leipzig 1774
- Predigt von der göttlichen Vorsehung. Leipzig 1778
- Diss. de assensione inprimis ea, quae moralis recte dicitur. Leipzig 1783
- Progr. de argumentis nonnullis, quibus, Deum esse, philosophi probant, observationes adversus Imman. Kantium. Leipzig 1787
- Diss. inaug. de imperio et maiestate Dei. Leipzig 1787

### Herausgeberschaften
- D. C. A. Crusius Abhandlung von dem rechten Gebrauch und der Einschränkung des sogenannten Satzes vom zureichenden, oder besser determinirenden Grunde. Leipzig 1766 Die erste Ausgabe dieser von M. Ch. Fr. Krause besorgten Übersetzung einer Disputation von Crusius erschien zu Leipzig 1744- 3-Die neue Ausgabe bereicherte Crusius mit Anmerkungen und einem Anhang
- C. A. Crusius zwo letzte Predigten. Leipzig 1770